# 東武ホテルグループ

東武ホテルグループ（とうぶホテルグループ）は、東武グループ内各社の運営するホテルのグループである。

## 概要
東武グループ内の各社では、1965年設立の株式会社東武ホテル やホテル専業の運営会社の他、東武食品サービス株式会社等がホテルを兼業して各社それぞれ独立して運営していた。現在も株式会社東武ホテルマネジメントを中心として、東武グループ内各社がそれぞれホテルを運営している。
株式会社東武ホテルマネジメントは、東武グループ内のホテル専業会社の運営集約を目的に、2000年に株式会社東武ホテルおよび他6社 よりホテル運営を含む各社の事業一切の譲渡を受け、現在は東武ホテルグループの中核となっている。各ホテル運営の他、東京スカイツリー天望デッキにある「Sky Restaurant 634」の運営も行っている。

## グループホテル一覧

### 株式会社東武ホテルマネジメント運営のホテル
運営するホテルのうち、東武ホテルレバント東京、コートヤード・マリオット銀座東武ホテル、成田東武ホテルエアポートは同じ東武グループである東京スカイツリーのオフィシャルホテルである。

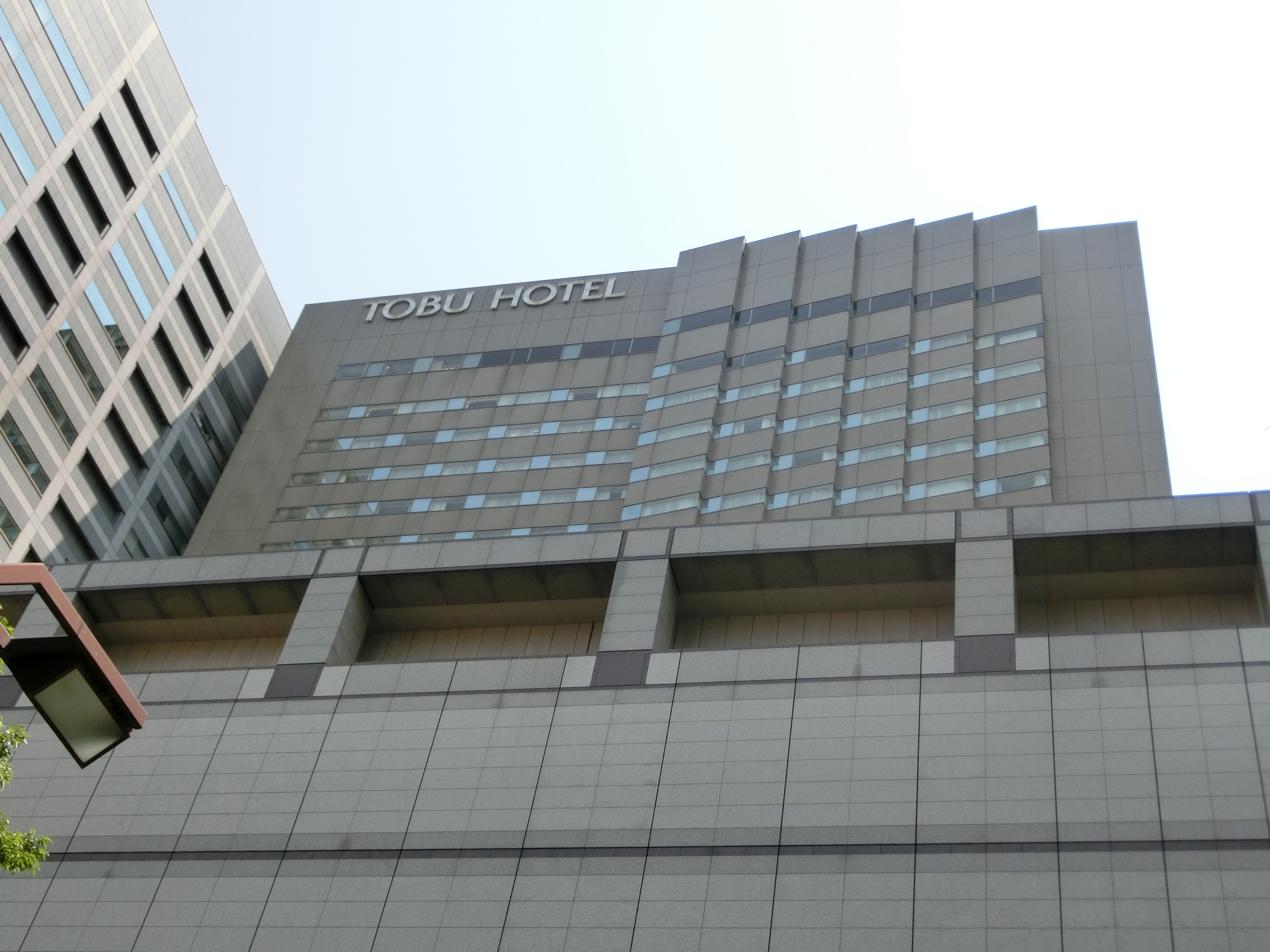
東武ホテルレバント東京
東京ディズニーリゾート・グッドネイバーホテルに加盟している。
東武鉄道創業100周年記念事業の一環として、1997年6月に錦糸町駅北口の再開発地区「アルカタワーズ」に「錦糸町東武ホテルレバント」として開業[6]。
開設当初はラマダ・インターナショナル・ホテルズ・アンド・リゾーツと提携し、「ラマダホテル錦糸町東武」の副名称を持っていた。1998年6月にマリオット・インターナショナルと提携し「東京マリオットホテル錦糸町東武」に改称、2006年3月に提携を解消し翌4月から現名称にリブランドした。
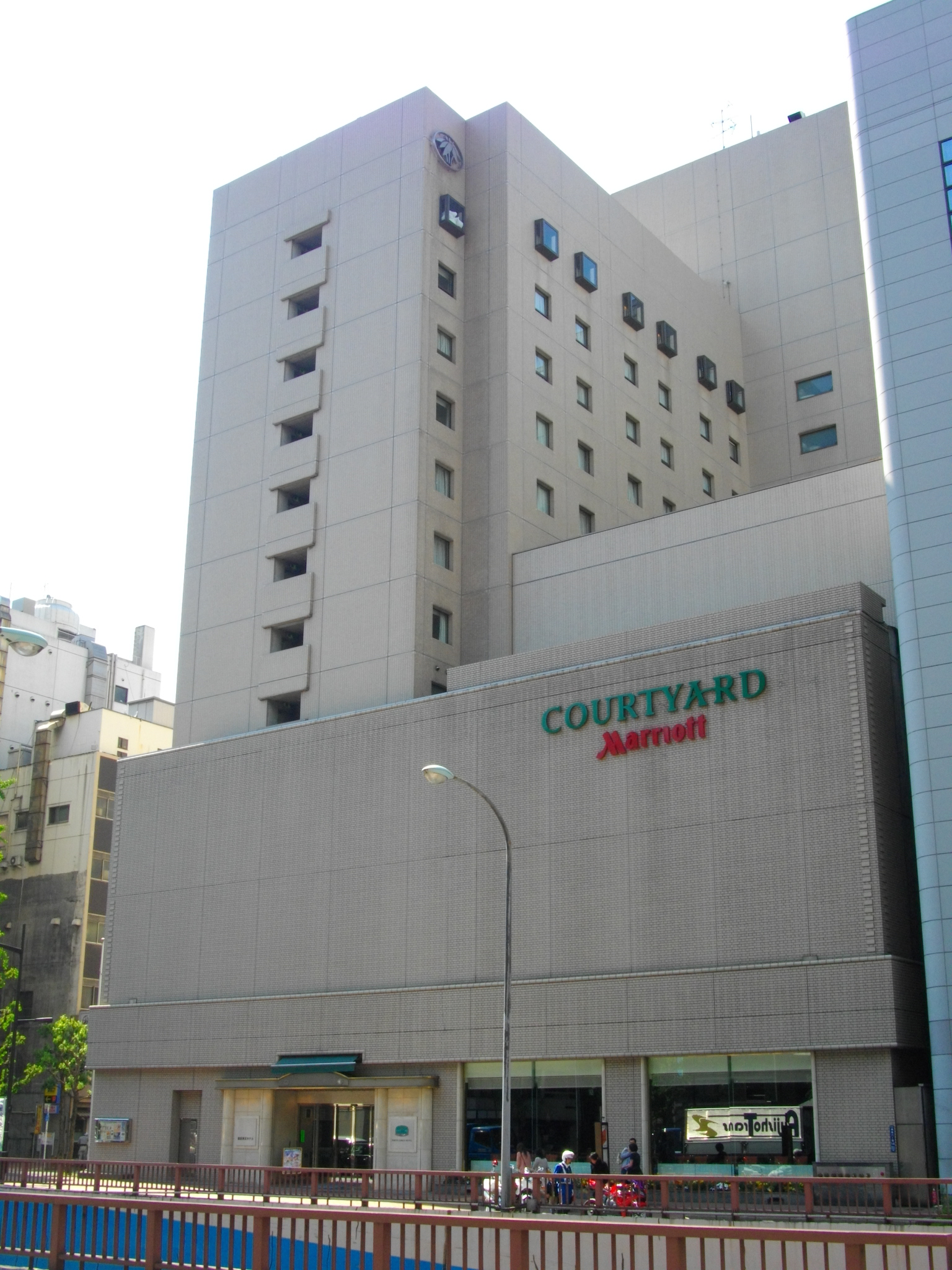
コートヤード・マリオット銀座東武ホテル
このホテル以降、東武ホテルの内装デザインはアメリカのデザイナー、ロバート・マーチャントが担当。
レバント同様に当初はラマダと提携、1999年にマリオットとの提携でルネッサンスホテルにリブランドし「ルネッサンス東京ホテル・銀座東武」に改称。2007年4月にコートヤード・バイ・マリオットにリブランドし現名称に改称。
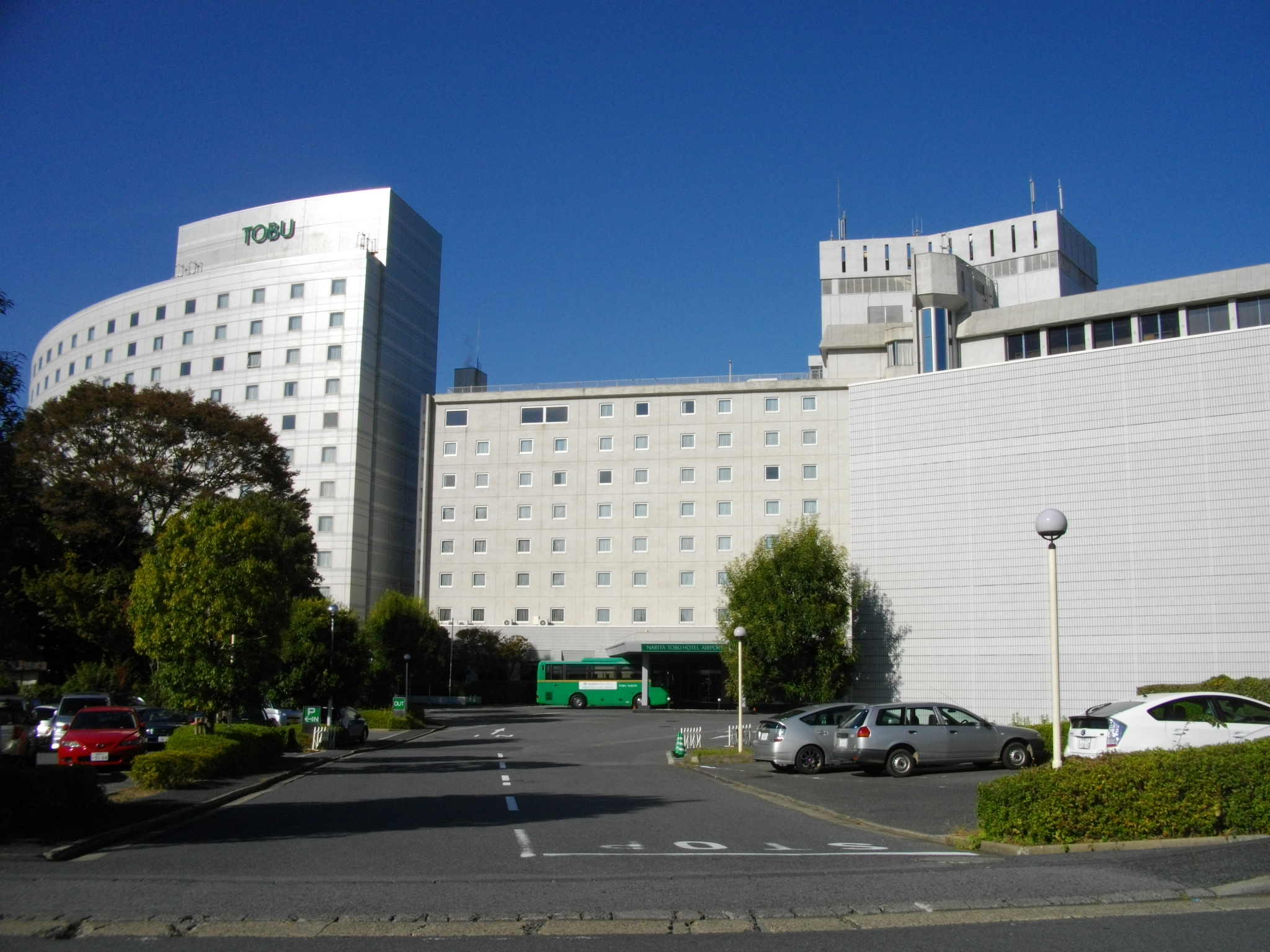
ACホテル・バイ・マリオット東京銀座
2020年7月9日、コートヤード・マリオット銀座東武ホテルの隣接地に開業。
マリオットとの提携で、ACホテル・バイ・マリオットとしては日本初進出。
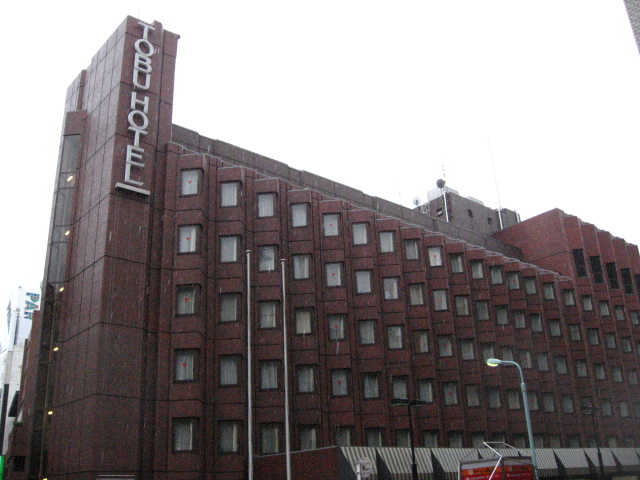
成田東武ホテルエアポート
成田国際空港から近くの成田市取香にある。空港用地内から移転した元地権者らが出資して設立した「ホリデイ・イン成田」（通称「農民ホテル」、成田空港問題）として、1975年10月に成田国際空港周辺部に開業。周辺のホテルとしては成田ファースト・シティホテルに続く2番目の開業。当時としては珍しい外から見えるエレベーターがあり、見物人も出た[7]。
1987年8月20日に東武グループが営業権を譲受し、イギリスインターコンチネンタルホテルズグループ（IHG）と提携し「ホリデイ・イン東武成田」となる[8]。1992年7月に増床し、2010年12月にIHGと提携解消、翌2011年1月に現名称に改称。
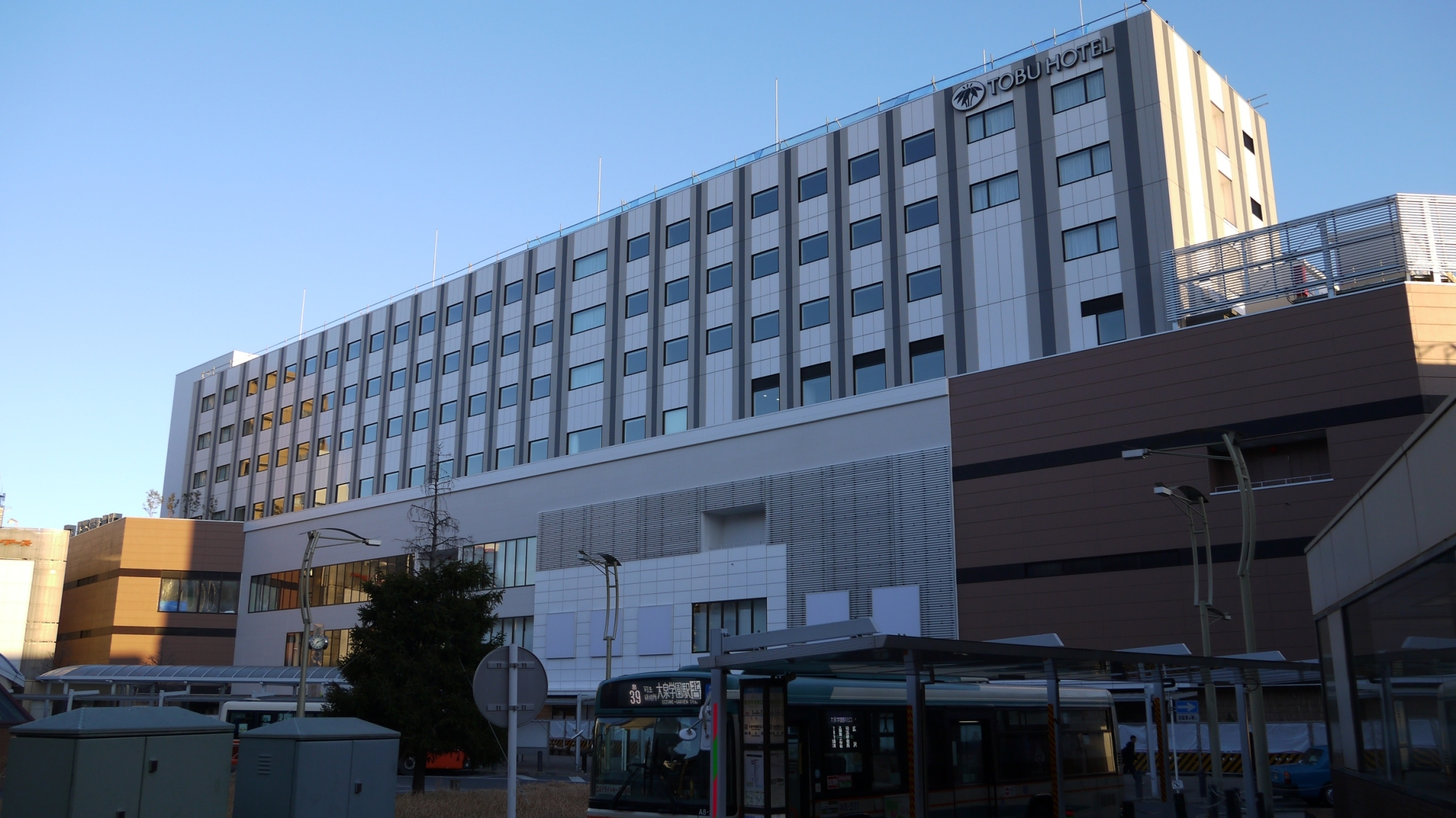
宇都宮東武ホテルグランデ
1991年7月に宇都宮市中心部に開業。東武宇都宮駅の上にあった（旧）宇都宮東武ホテルを代替。
- 渋谷東武ホテル
1975年11月に渋谷区役所付近に開業。渋谷駅東口の東急インと並んで、開業当時渋谷では数少ない都市型ホテルだった。
- 品川東武ホテル
1971年末に高輪東武ホテルとして開業（東武ホテル1号店）。1992年6月改装。
2016年8月に品川東武ホテルに改称。
- 和光市東武ホテル
2020年6月11日開業。東武東上線和光市駅南口直結の商業施設「EQUiA PREMIE和光」に併設。
- 川越東武ホテル
2020年6月29日開業。川越駅西口近くの複合商業施設U_PLACEに併設。
- 浅草東武ホテル
2020年10月8日開業。東武スカイツリーライン浅草駅正面口至近。

- 東武ホテルレバント東京
- コートヤード・バイ・マリオット東京銀座ホテル
- 成田東武ホテルエアポート
- 渋谷東武ホテル
- 和光市東武ホテル

### 東武グループ資本参加のホテル

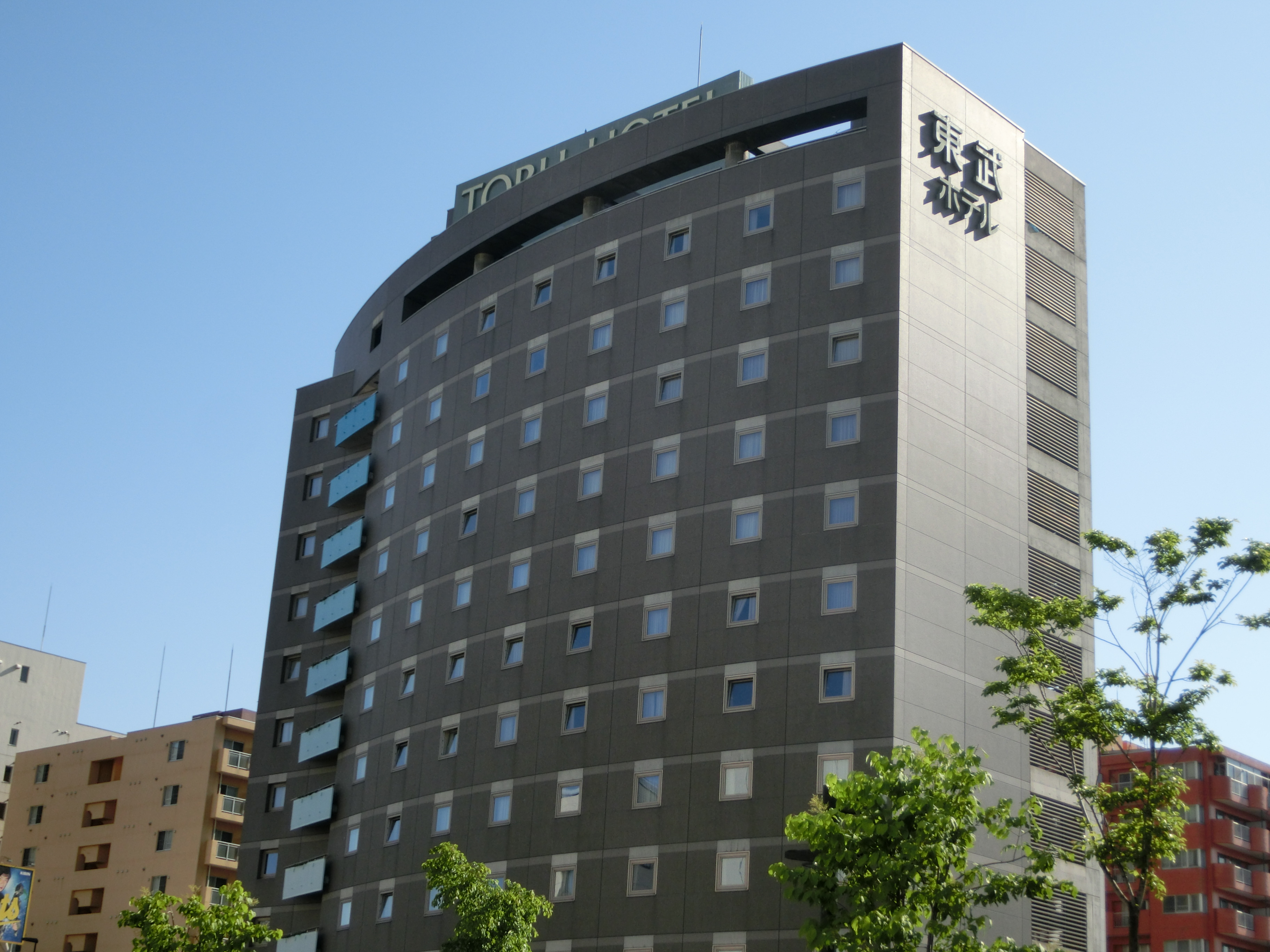
フェアフィールド・バイ・マリオット札幌
運営：東武緑地株式会社
1994年4月に株式会社東武ホテル北海道により「札幌東武ホテル」として開業。2004年4月1日に株式会社東武ホテルマネジメントへ営業譲渡、2010年10月1日に東武緑地株式会社へ営業譲渡。
2019年10月に改装のため全館休館、新たにマリオット・インターナショナルと提携しフェアフィールド・バイ・マリオットにリブランド、2020年4月26日に現名称に改称し営業再開した。
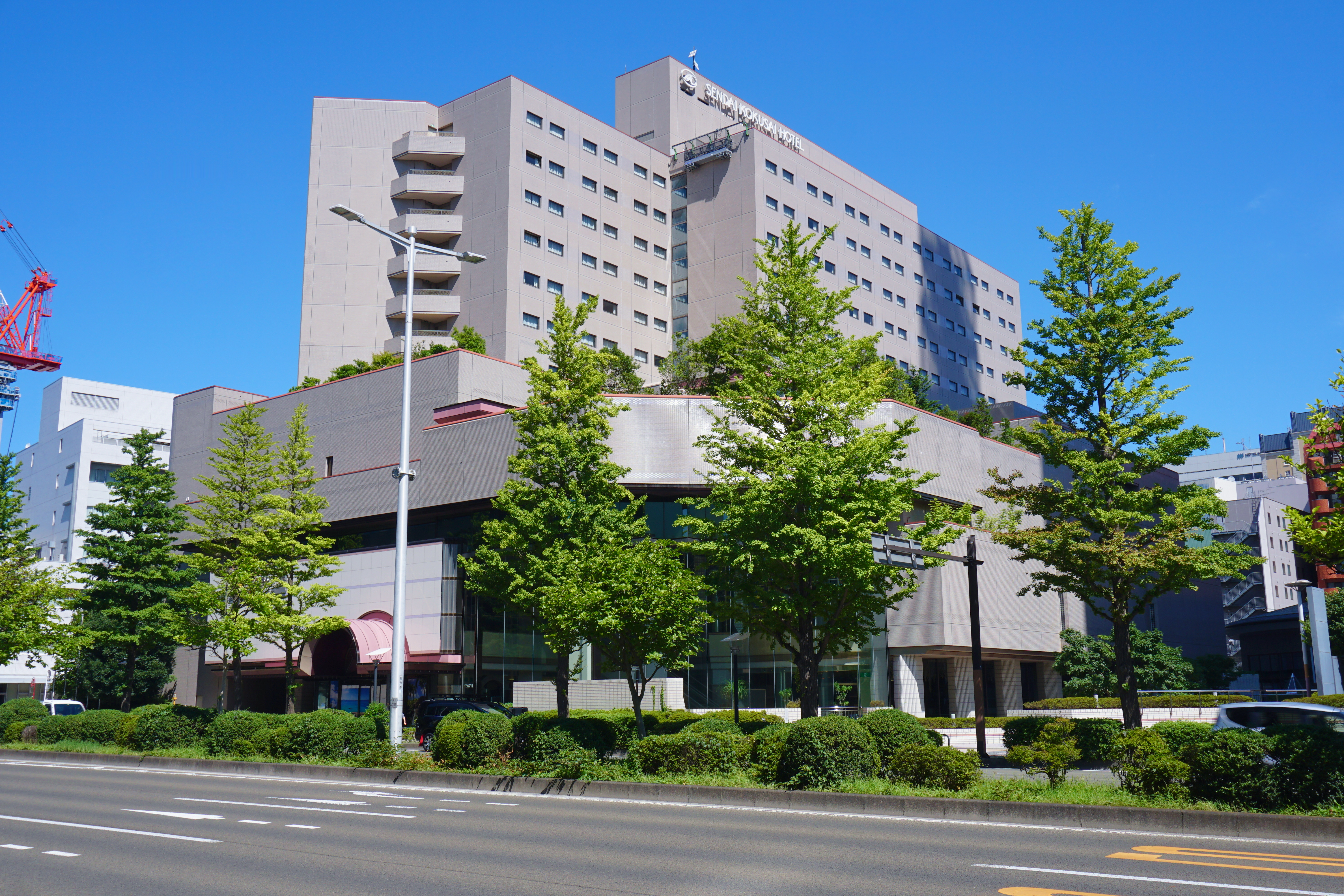
仙台国際ホテル
運営：仙台国際ホテル株式会社
1989年10月に開業。1990年3月に東武グループが資本参加。
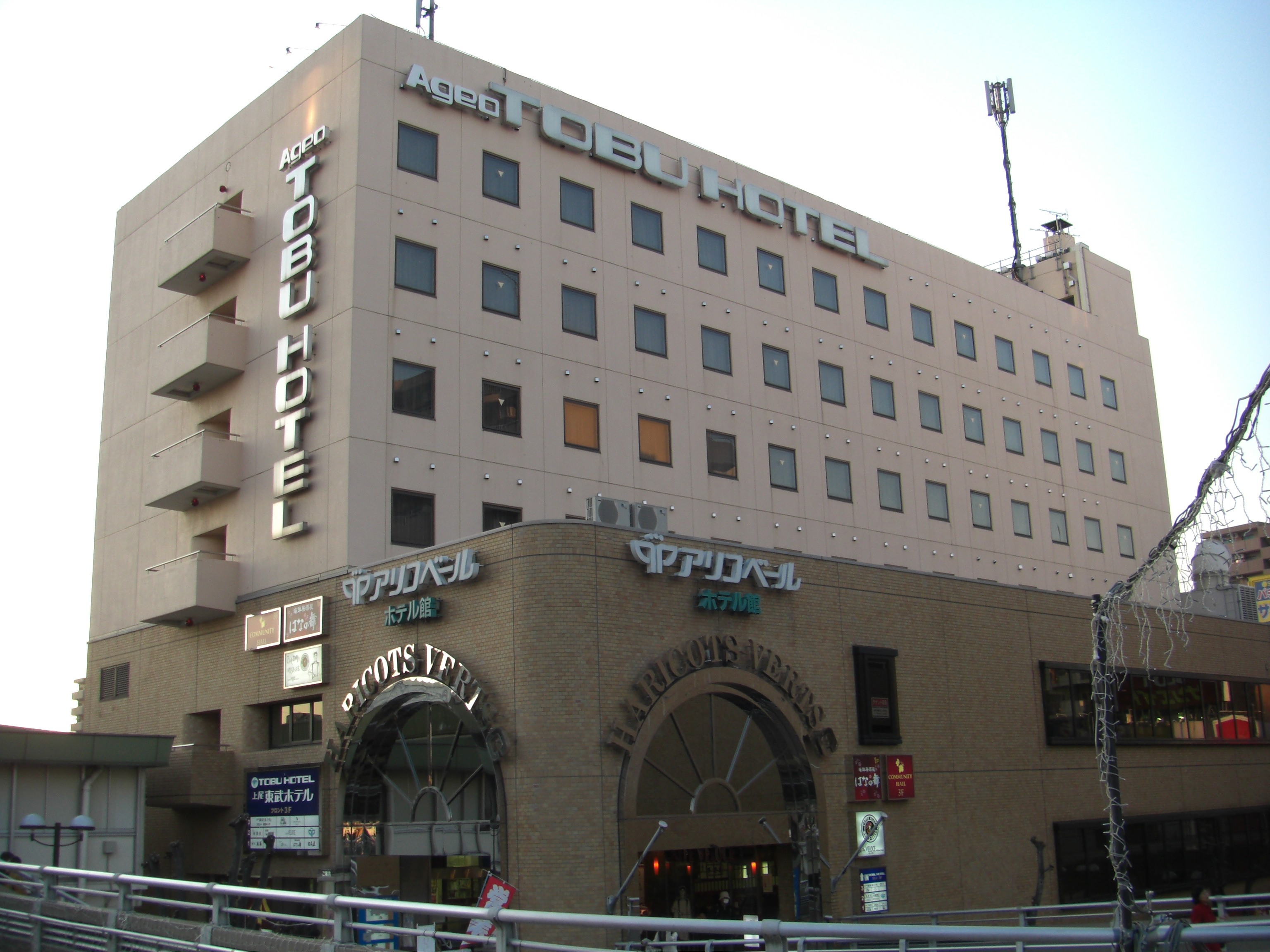
上尾東武ホテル
運営：東武食品サービス株式会社
1984年9月開業。JR高崎線上尾駅東口アリコベールのホテル区画。
- ビジネスホテル野田
運営：東武食品サービス株式会社
1996年9月「野田東武ホテル」として開業[9]。日帰り入浴施設「東武スパリゾート 野田潮の湯」（1998年開業）が隣に併設された。2011年に株式会社ホテル＆スパリゾート に譲渡され「ホテルグランボワ」となったが、2016年5月に営業終了した[10]。
2016年12月に再度東武食品サービスが「ビジネスホテル野田」としてオープン[11]。
- 日光金谷ホテル
運営：金谷ホテル株式会社
1873年に「金谷カッテージ・イン」として開業。1893年、現在地に「金谷ホテル」として移転。2016年9月に金谷ホテル株式会社が東武鉄道株式会社の子会社になる。
- 中禅寺金谷ホテル
運営：金谷ホテル株式会社
1940年に「日光観光ホテル」[12] として開業。1965年に「中禅寺金谷ホテル」に改称。2016年に日光金谷ホテルと共に東武グループ入り。
- ザ・リッツ・カールトン日光
運営：レーキサイドホテルシステムズ株式会社
2020年7月15日、中禅寺湖畔にあるかつての日光レークサイドホテルと同地に、建物をすべて新築し開業。
マリオット・インターナショナルと提携、ラグジュアリーブランドであるザ・リッツ・カールトンのひとつとして開業した。

- 札幌東武ホテル
- 仙台国際ホテル
- 上尾東武ホテル

#### アストリアホテル
東武グループが直接・間接で出資しているリゾートホテル。
- 蔵王アストリアホテル
運営:蔵王ロープウェイ株式会社
林友観光株式会社に出資して1970年12月開業。
- 日光アストリアホテル
運営:東武興業株式会社
1987年12月開業。奥日光・光徳温泉。

## 新規オープン予定
- （名称未定） - 大阪市中央区に、2017年に東武鉄道株式会社がホテル用地として土地を取得。2021年度以降に開業予定。

## かつて東武グループが運営・出資していたホテル

### 閉鎖したホテル
- 浦和東武ホテル
浦和市内初の近代型シティホテルとして1991年10月に開業、2008年6月30日閉館。
- 宇都宮東武ホテル（旧）
東武宇都宮駅併設の東武宇都宮百貨店増床と併せて1973年3月に開業。同店の9階から12階にあった。
1981年5月、株式会社東武ホテルへ営業譲渡。
宇都宮東武ホテルグランデ開業後も「東武イン宇都宮」として営業していたが1993年9月に閉館。
- 田母沢会館（1987年に田母沢ホテルに改称）
運営：日光国立公園観光株式会社（1963年東武グループ入り）
田母沢御用邸付属邸の建物を転用し1948年開館。1979年に鉄筋コンクリートに建て替え、2006年閉館した。2008年に建物を取り壊し後も土地は東武鉄道が所有継続し、2020年に東武グループ外の運営による高級旅館がオープン[13]。
- 日光レークサイドホテル
運営：東武興業株式会社
1894年創業、1966年東武グループが資本参加。中禅寺湖畔の中禅寺バスターミナル隣接地に位置していた。
2016年1月で閉館。2016年時点ではあくまでも営業の一時休止で、時期は未定であるもののリニューアルオープン予定との告知だったが[14]、2017年中に建物はすべて取り壊された。同地には東武グループ内の別会社により2020年に「ザ・リッツ・カールトン日光」が開業している。
- 川越東武ホテル（初代）
1987年2月に開業。川越駅西口に移転新規開業のため、2020年3月31日閉館。

### 東武以外の資本となったホテル
- 土浦東武ホテル
1984年11月に科学万博を見込んで開業。2000年6月閉店。2006年にベルズイン土浦として開業。
- ホテルメトロポリタン（池袋）
池袋駅西口再開発の一環として1985年6月に日本国有鉄道と東武鉄道株式会社の合弁出資で開業。2004年に運営会社（旧）池袋ターミナルビルが東日本旅客鉄道と鉄道会館による100%出資となり、資本撤退した。更に（新）池袋ターミナルビルを同社から会社分割している。（2010年春には「ルミネ池袋」へ転換し、JR東日本ビルテックへ吸収合併）
- 会津高原アストリアホテル
福島県舘岩村（現・南会津町）と東武鉄道株式会社の共同出資による第三セクターである会津高原観光開発株式会社が会津高原たかつえスキー場に1982年12月に開業。2002年に南会津町などが出資する会津高原リゾート株式会社が継承し、東武鉄道は撤退した。公式サイト
- 福山東武ホテル
1975年1月17日に開業[15]。その後東武は資本撤退して1997年に地元資本に売却、名称は「福山と〜ぶホテル」となる。東武資本だった名残で、2017年3月まで1階と3階には東武トップツアーズ福山支店があり、法人営業本部の管轄ながら1階でカウンター営業を行い、個人向け旅行商品やJR券・航空券・船車券などの販売も行っていた（同年4月に店舗を移転）。
福山駅前再開発事業の関係で、2018年3月31日に営業を終了した。